# ملودی شهر بارانی
ملودی شهر بارانی نمایشنامه‌ای است از اکبر رادی.

## خلاصه داستان
بوی باران لطیف است: سال ۱۳۲۵، رشتِ بعد از جنگ جهانی دوم است. چهل روز است که از مرگ صادق‌خان آهنگ گذشته. پسرش مهیار، پس از هفت سال دوری از خانواده، با مدرک دکترای حقوق از سوئیس بازگشته. آفاق، ماری و بهمن؛ مادر و خواهر و برادرِ مهیار از آمدنش خوشحالند. مهیار که در کشوری بی‌طرف، مقالات ضد جنگ می‌نوشته است، از سوی دانشگاه لوزان برای تدریس دعوت شده است. آفاق و بهمن که بازرس استانداری است، مایلند مهیار در رشت بماند. خانه‌ای که فعلاً تحتِ تملک مسلِم خدمتکارشان و بچّه‌هایش سیروس و گیلان است، به مهیار ارث رسیده است. مهیار که خود، امکان تحصیل علم را برای گیلان و سیروس فراهم کرده و حالا گیلان همانند ماری، معلم شده است؛ مخالف بیرون‌کردن آن‌ها و اقامت در خانه‌شان است. آفاق که میرسکینهٔ پیر را دیگر مناسب و کاری نمی‌داند، اتاق‌هایی را که قبلاً مسلِم و بچّه‌هایش در آن‌ها ساکن بودند، آماده می‌کند تا آن‌ها دوباره به این خانه و وضعیت سابق خود باز گردند.
شب‌های گیلان: شب ضیافتی است که به مناسبت ورود مهیار ترتیب داده شده است. اختلاف میان سیروس که هنرپیشهٔ تئاتر است و تمایلات مارکسیستی دارد و بهمن که عقاید فاشیستی دارد، با مطرح‌کردن تخلیهٔ خانه شدت می‌گیرد. میرسکینه نیز مرخّص شده، باید برود لاکان پیش پسرش. اما سیروس و گیلان طبق گفتهٔ مرحوم آهنگ، خانه را به نشانهٔ قدردانی، حق زحمات چندین‌سالهٔ پدرشان می‌دانند.
این مه وحشی: سیروس و گیلان که حاضر نیستند با تخلیهٔ خانه‌شان، جای میرسکینه را بگیرند؛ با بهمن بحث می‌کنند. دعوا بالا گرفته و بهمن پس از زدن سیلی محکمی به سیروس، هتّاکانه آن‌ها را تهدید به آوردن مأمور برای تخلیهٔ خانه می‌کند. مهیار وارد شده و بهمن، سیروس را به سالن دیگری می‌برد. مهیار که از سرِ خاک پدر بازگشته، به گیلان می‌گوید برای ارزیابیی موقعیت خودش هم که شده، قصد دارد بازگردد. بهمن با عصا به سیروس حمله کرده و او را زخمی می‌کند. مهیار به بهمن می‌گوید که طبق سند، نمایندهٔ قانون، اوست. او که به‌شدت از دست بهمن ناراحت شده است، عصا را از بهمن گرفته و از میان، دو تکّه می‌کند.
تا صبح آبی: مهیار که تصمیم قطعی‌اش برای رفتن به سوئیس را گرفته در حال بستن چمدان‌هایش است. آفاق نمی‌تواند او را منصرف کند. گیلان وارد می‌شود تا از مهیار برای تخلیهٔ خانه تقاضای مهلت کند. مهیار به او می‌گوید که آن‌ها مشکلی نخواهند داشت، چون او می‌رود و قبالهٔ خانه را نیز با خود خواهد برد. سیروس و ماری می‌خواهند با هم ازدواج کرده و از آنجا بروند. مهیار تحت‌تأثیر شخصیت گیلان، زندگی‌اش و احساسات زلالش که به‌خاطر پدر پیرش، شاگردانش و شهرش، عاشقانه جان‌فشانی می‌کند؛ می‌ماند تا عدالت را در کنارِ گیلان پیدا کند. بهمن با نوشیدن شیشهٔ محتویات تریاک میرسکینه، خودکشی می‌کند.